# Liste der denkmalgeschützten Objekte in Berg im Drautal
Die Liste der denkmalgeschützten Objekte in Berg im Drautal enthält die 9 denkmalgeschützten, unbeweglichen Objekte der Gemeinde Berg im Drautal.

## Denkmäler
| Foto |                 | Denkmal                                                                                                | Standort                               | Beschreibung | Metadaten |
| ---- | --------------- | --- | -------------------------------------- | --- | --- |
| ja   | Datei hochladen | Karner hl. Michael HERIS-ID: 57643 Objekt-ID: 67887                                                    | Berg Standort KG: Berg                 | Der zweigeschoßige romanische Karner (dem Heiligen Michael geweiht) mit einer Halbkreisapsis im Osten besitzt strebepfeilerartige Wandverstärkungen. Im Untergeschoß befindet sich das Beinhaus, im Obergeschoß die mit einem sechsteiligen Bandrippengewölbe ausgestattete Kapelle. Die Fresken zeigen starken Südtiroler Einfluss und sind mit 1428 bezeichnet. In der östlichen Gewölbekappe ist die Verkündigungsszene, in der westlichen Christus als Weltenrichter gemalt. In den restlichen Gewölbekappen sind die zwölf Aposteln in Dreiergruppen dargestellt, darüber Engel mit den Leidenswerkzeugen. Den Abschluss bildet ein Schlussstein mit einem Lamm Gottes. An der Südwand ist unter dem Apostel Matthias der Erzengel Michael zu sehen. Das Wandbild an der Außenmauer zeigt Christus am Ölberg. | BDA-Hist.: Q38077609 Status: § 2a Stand der BDA-Liste: 2025-06-30 Name: Karner hl. Michael GstNr.: .73 Karner Berg im Drautal                                                                                               |
| ja   | Datei hochladen | Pfarrhof HERIS-ID: 99480 Objekt-ID: 115616                                                             | Berg 3 Standort KG: Berg               | Der Pfarrhof ist ein viergeschoßiger, massiger Bau mit barockem Kern und einem Schopfwalmdach aus der ersten Hälfte des 19. Jahrhunderts. | BDA-Hist.: Q37774260 Status: § 2a Stand der BDA-Liste: 2025-06-30 Name: Pfarrhof GstNr.: .71 |
| ja   | Datei hochladen | Kath. Pfarrkirche Mariä Geburt und Friedhof HERIS-ID: 53462 Objekt-ID: 61426                           | Berg Standort KG: Berg                 | Die Kirche ist ein ursprünglich spätromanischer Bau, dessen Langhaus und Turm in der zweiten Hälfte des 15. Jahrhunderts im Zuge des Umbaus zu einer Wehrkirche verändert wurden. Die Freskovorzeichnung am Tympanon stammt von Ende des 13. Jahrhunderts; im Kircheninneren gibt es zahlreiche Wandmalereien aus dem 13. bis 15. Jahrhundert. | BDA-Hist.: Q2082555 Status: § 2a Stand der BDA-Liste: 2025-06-30 Name: Kath. Pfarrkirche Mariä Geburt und Friedhof GstNr.: .73 Pfarrkirche Berg im Drautal                                                                  |
| ja   | Datei hochladen | Kath. Filialkirche hl. Athanasius und Mauerreste abgekommener Gebäude HERIS-ID: 53463 Objekt-ID: 61427 | südlich Berg 46 Standort KG: Berg      | Die ehemalige Wallfahrtskirche hat einen spätgotischen hohen, 1481 errichteten Chor mit Wandmalereien aus der Bauzeit, der an ein kleines älteres Langhaus angebaut wurde. An der nördlichen Chorwand ist eine hölzerne Loge. Der Hauptaltar ist mit 1666 bezeichnet. | BDA-Hist.: Q2317378 Status: § 2a Stand der BDA-Liste: 2025-06-30 Name: Kath. Filialkirche hl. Athanasius und Mauerreste abgekommener Gebäude GstNr.: .86, 947/1, 951/1, 951/2 Filialkirche Hl Athanasius in Berg im Drautal |
| ja   | Datei hochladen | Mittelalterlicher Brunnen HERIS-ID: 101165 Objekt-ID: 117477                                           | bei Athanasiuskirche Standort KG: Berg | | BDA-Hist.: Q37786714 Status: § 2a Stand der BDA-Liste: 2025-06-30 Name: Mittelalterlicher Brunnen GstNr.: 1168 |
| ja   | Datei hochladen | Kreuzigungsgruppe HERIS-ID: 99469 Objekt-ID: 115605                                                    | Berg Standort KG: Berg                 | Die Kreuzigungsgruppe mit Christus und den beiden Schächern stammt aus der zweiten Hälfte des 17. Jahrhunderts. | BDA-Hist.: Q37774239 Status: § 2a Stand der BDA-Liste: 2025-06-30 Name: Kreuzigungsgruppe GstNr.: 514/1 |
| ja   | Datei hochladen | Kapelle Zu den 14 Nothelfern (auch Pauli Bekehrung) HERIS-ID: 35421 Objekt-ID: 34179                   | Emberg Standort KG: Emberg             | Die Kapelle Zu den Vierzehn Nothelfern (auch Kapelle Pauli Bekehrung genannt) ist ein einfacher Bau mit einer eingezogenen halbkreisförmigen Apsis aus dem 17. Jahrhundert. Das Gebäude wird von einem westlichen Dachreiter mit Spitzgiebelhelm bekrönt und ihm ist eine offene, hölzerne Vorhalle vorgelagert. Das pilastergegliederte Innere wird von einem Tonnengewölbe mit Stichkappen überdeckt. Das Gewölbe zeigt eine zarte Stuckrippendekoration. In den Randfeldern der Wölbung befinden sich Malereien, die Christus, Maria und die Evangelisten zeigen. Entlang des Triumphbogens sind die Nothelfer dargestellt. Der Hauptaltar ist mit der Jahreszahl 1696 bezeichnet und zeigt im Altarbild Sturz und Bekehrung des Apostels Paulus vor Damaskus.                                                  | BDA-Hist.: Q37964119 Status: Bescheid Stand der BDA-Liste: 2025-06-30 Name: Kapelle Zu den 14 Nothelfern (auch Pauli Bekehrung) GstNr.: .7                                                                                  |
| ja   | Datei hochladen | Kapelle Mariae Heimsuchung HERIS-ID: 95357 Objekt-ID: 110705                                           | Oberberg Standort KG: Goppelsberg      | | BDA-Hist.: Q37766143 Status: § 2a Stand der BDA-Liste: 2025-06-30 Name: Kapelle Mariae Heimsuchung GstNr.: .44 |
| ja   | Datei hochladen | Kapelle hl. Notburga HERIS-ID: 57645 Objekt-ID: 67889                                                  | Goppelsberg Standort KG: Goppelsberg   | Die der Hl. Notburga geweihte Kapelle ist ein kleiner, historistischer Bau mit zwei Achsen und 3/8-Schluss. Der östliche Dachreiter wird von einer Zwiebelhaube gekrönt. Der Innenraum ist pilastergegliedert und tonnenüberwölbt. Der Fußboden ist mit der Jahreszahl 1861 bezeichnet. Der bäuerliche Hauptaltar mit Leuchterengel stammt vom Ende des 18. Jahrhunderts. Das Hauptbild zeigt Maria Öllend, das Oberbild die Heilige Notburga. Die seitlichen Figuren stellen die Heiligen Jakobus und Johannes dar, die kleinen Konsolenfiguren den Heiligen Leonhard und den Heiligen Antonius. In einer spätbarocken Vitrine befindet sich eine kleine Figur, die Christus im Elend darstellt. Die Kreuzwegbilder stammen aus der Mitte des 19. Jahrhunderts.                                                   | BDA-Hist.: Q38077620 Status: § 2a Stand der BDA-Liste: 2025-06-30 Name: Kapelle hl. Notburga GstNr.: .87 Notburgakapelle, Goppelsberg                                                                                       |